# La filosofia dell'opera comune
La filosofia dell'opera comune è un'opera filosofica di Nikolaj Fëdorovič Fëdorov. È ritenuta una delle opere fondamentali del cosmismo russo. 
Fu pubblicata postuma tra il 1906 e il 1913 grazie al lavoro collettore dei primi seguaci di Fëdorov, Nikolaj Peterson (1844-1919) e Vladimir Kozevnikov (1852-1917). 

## La castità e la resurrezione degli antenati
Nell'ascesi umana predicata da Fëdorov la "castità passiva", ossia l'astensione dalla sessualità, aveva un ruolo importante poiché per lui cedere al sesso significava essere sconfitti dalla Natura. Tuttavia, egli non s'illuse che il momento della castità universale fosse già giunto: per realizzare il Compito Comune l'umanità necessitava della procreazione di nuovi individui. La “castità negativa”, la semplice astinenza dai rapporti sessuali, non era comunque sufficiente per Fëdorov ma doveva essere progressivamente sostituita da una “castità attiva”, “positiva”, capace di reindirizzare l’energia sessuale degli uomini verso la “conoscenza e l’azione”, nell’Opera Comune della resurrezione dei padri e della regolamentazione della natura.
Fëdorov credeva che tutti gli uomini e le donne non dovessero guardare se stessi come concorrenti e partner sessuali ma come figli e figlie, fratelli e sorelle, resistendo a qualunque forza che li distogliesse dalla devozione totale ai propri genitori, fratelli e sorelle. L’impulso sessuale trascina invece tutte le persone nel ciclo violento della competizione e della guerra, e rappresenta non la forza della vita ma la forza della morte. Il compito degli uomini non è quello di continuare a vivere, direttamente o indirettamente, a spese dei propri antenati, nutrendosi dei loro resti, delle loro particelle, dando alla luce nuovi bambini che li “ingoieranno” e che poi saranno col tempo a loro volta “ingoiati” dai loro bambini. Il compito è, all’opposto, quello di interrompere questa storia millenaria di cannibalismo e invertire l’apparentemente naturale ma in realtà sempre innaturale ciclo di nascita, crescita, declino e morte, e dedicare tutte le possibili energie creative al dovere della resurrezione dei padri.
Nella La filosofia dell'opera comune, i figli che hanno avuto il dono della vita dai loro padri dovranno loro restituire la vita realizzando la "patrificazione". Sul modello della resurrezione di Cristo e grazie alla scienza tutti gli antenati sarebbero risorti, in una comunanza lavorativa di archeologia, museologia e biologia che avrebbero potuto attingere alle memorie del passato conservate nei musei. La fase di ricostruzione di un corpo defunto è assimilabile al restauro di un capolavoro del passato. Gli archeologi e gli astronomi (attraverso la ricerca delle particelle dei defunti sparsi per il cosmo) si sarebbero occupati della ricostruzione fisica degli avi, mentre gli artisti-scienziati avrebbero convogliato le loro conoscenze nel recupero dell'intima individualità di ogni singolo individuo, dall'assassino all'agricoltore. I padri resuscitati saranno immortali come i figli e le figlie che gli hanno ridato la vita e tutti insieme realizzeranno la Trinità immortale. 
La risurrezione immanente da lui promulgata si distingueva da quella trascendente, in quanto frutto dell'azione umana, realizzata entro i limiti del cosmo che non può mai venire trasceso. Questa visione fondamentalmente anticristiana è costata severe critiche nei suoi confronti da parte di schiere di teologi, fra i quali Georgij Vasil'evič Florovskij; anche se ci sono stati altri teologi che l'hanno accolta entusiasticamente, come Vladimir Solov'ev. Quest’ultimo però, dopo l’adesione iniziale, se ne distanzierà progressivamente, attirandosi le dure critiche di Fëdorov che l’accusava di perdersi in divagazioni mistiche e fantasie occultiste, distogliendo se stesso e l’umanità dalla concretezza di quell’unico “Compito comune” capace di dare un senso e uno scopo all’esistenza dell’uomo sulla Terra: la resurrezione dei padri e la regolazione della natura.

## La regolazione della natura
Ne La filosofia dell'opera comune, Fëdorov descrive come una delle tappe fondamentali per il raggiungimento dell'immortalità si dovesse trasformare la Terra, che per sua natura è un magnete, in un elettromagnete avviluppandola in una spirale di cavi elettrici: in questo modo e con l'installazione di parafulmini si sarebbero controllate le tempeste e l'intero clima del pianeta riuscendo a prevenire i disastri naturali. Per Fëdorov i disastri naturali accadono non perché la natura sia essenzialmente cattiva, ma solo per la sua cecità, pertanto la natura è "la nostra nemica temporanea, ma la nostra amica eterna”. Non si può affermare che sia stato Dio a creare una forza cieca: Dio ne ha creata infatti anche un’altra razionale, l'uomo, ed è soltanto a causa dell’inazione di quest’ultimo che la prima fa del male. Lasciata non regolata, la forza cieca della natura conduce la Terra e l’universo alla disintegrazione. Il compito dell’uomo è di controllare le forze distruttive della natura e di governarle con consapevolezza e con amore, in un modo totalmente opposto a quello infantile - predatorio e sfruttatore - di stampo capitalista, che distrugge le risorse naturali per produrre armi da guerra da una parte e “giocattoli” dall’altra: il compito sacro e scientifico dell’uomo maturo è invece enormemente più grande ed impegnativo, ed è quello di rimodellare l’intero universo - che si sta disintegrando - in un’icona della santa Trinità: integro, infondibile, indiviso. Senza quest’obiettivo, i tentativi di regolazione della natura rimarranno improduttivi e scoordinati, conducendo ad esiti conflittuali e contribuendo solo a sostenere le forze della disintegrazione.
Come per la resurrezione dei morti, con la quale è interconnessa, il compito della regolazione della natura sarà per Fëdorov lungo, graduale e, essenzialmente, universale. L’idea di trasformare l’universo in un’icona della Trinità è immaginabile solo come un obiettivo lontano. Si potrà cominciare intanto reindirizzando l'uso delle armi attualmente a disposizione degli eserciti. Quest'idea venne a Fëdorov in seguito ad alcuni eventi: nei primi anni del 1890, che furono in Russia anni di terribile siccità e carestia, i giornali russi erano pieni di articoli sulla scoperta di alcuni scienziati americani che gli spari dei cannoni indirizzati verso il cielo erano in grado di provocare, talvolta, la pioggia. A Fëdorov questa scoperta servì da modello per il radicale mutamento di direzione richiesto per trasformare le attuali forze portatrici-di-morte in forze portatrici-di-vita. Al momento gli uomini dirigono le loro armi l’uno contro l’altro mentre alla natura è concesso di causare siccità e bufere per la miseria di tutti. Ma ridirigendo tutte le armi dell’umanità, e la sua orientazione generale, da un obiettivo orizzontale a uno verticale, si potranno riorientare tutte le sue cieche, istintive e mortali attività. Le attuali armi a disposizione degli eserciti non dovranno essere messe da parte, ma ridirette da un uso orizzontale fratricida, ad uno pacifico e verticale-astronomico, restauratore della vita per tutti. Le scienze passeranno poi gradualmente da passive ad attive (per esempio: dalla meteorologia come osservazione passiva alla scienza attiva del regolamento climatico, dalla biologia come studio passivo alla scienza attiva della restaurazione della vita), saranno incorporate in una versione operativa dell’astronomia fino a fondersi in un’unica scienza il cui raggio d’attività sarà l’intero universo. Questo compito di trasformazione della forza cieca della natura potrà essere realizzato solo nel superamento della scissione tra dotti e non dotti (tra conoscenza e azione), nella fraternità e nell’unione dell’umanità in un'unica grande forza scientifica collettiva, guidata da una commissione di intellettuali e scienziati con un piano d’azione comune e supervisionata dallo Zar, rappresentante in terra dei padri defunti e sovrano responsabile dell’area del Pamir, nell’Asia centrale (all'epoca sotto diretta influenza dell'Impero russo) considerata da Fëdorov - che aveva avuto modo di informarsi sulle leggende e sui miti locali nel suo soggiorno ad Aşgabat - come luogo originario del Paradiso perduto e che solo a causa della mancanza dell’uomo di regolare la natura diventò luogo desolato, cimitero, centro di repulsione e della lotta fratricida, che dovrà trasformarsi di nuovo in Eden con la restaurazione della vita e in centro di attrazione planetaria di un’umanità finalmente riappacificata e unita nel “Compito comune” in un unico popolo e un’unica nazione.

## La colonizzazione dello spazio
La vittoria sulla morte avrebbe comportato un sovrappopolamento della Terra, evitabile solo attraverso la colonizzazione di altri pianeti. Una necessità utopica, questa, che affascinò numerosi fisici, fra i quali Konstantin Ciolkovsky (1857-1935), il padre della cosmonautica russa, che conobbe Fëdorov da giovane quando frequentò la biblioteca di Mosca per partecipare ad uno degli incontri informali tenuti dal filosofo e che diede un'impronta fisica a questo progetto visionario. Fëdorov, comprendendo il talento del giovane Ciolkovskij, orientò le sue letture e la sua formazione da autodidatta nei campi scientifici e tecnici. Secondo lo stesso Ciolkovskij, fu per lui un vero e proprio maestro universitario. Secondo il critico letterario e memorialista Viktor Sklovskij, fu Fëdorov a incoraggiare il giovane Ciolkovskij a sviluppare un serio interesse nei viaggi spaziali durante un curioso episodio in biblioteca nel quale il vecchio bibliotecario passò al giovane Ciolkovskij, all’epoca già mezzo sordo, un bigliettino nel quale era scritto: “Io ti aiuterò a studiare matematica, e tu aiuterai l’umanità a costruire razzi, così che saremo finalmente in grado di conoscere qualcosa di più della Terra, e potremo anche osservarla”.
Una volta raggiunto il sogno dell'immortalità il Compito Comune non è ancora finito, ma sfocerà nella colonizzazione di altri corpi celesti, attraverso astronavi rese onnipotenti dalla superiore tecnologia umana che creerà la cosiddetta "cattedrale celeste" un insieme di astronavi ciascuna guidata dal suo equipaggio e per i movimenti collettivi vi sarà un'intelligenza centrale in funzione di coordinamento delle diverse parti. Queste idee di Fëdorov sulla futura espansione cosmica dell’umanità sono anche una logica estensione delle sue ipotesi secondo cui l’uomo ha dimostrato per la prima volta il suo potenziale di contrasto delle forze di gravità quando si è elevato dall’orientamento quadrupede-orizzontale alla postura bipede-verticale. La naturale componente animale dell’uomo tende all’orizzontale, che è la posizione dei cadaveri nelle tombe, in cui l’uomo è totalmente soggetto alla forza di gravità. Tutta l’arte dell’uomo, fin dalle sue origini, rappresenta per Fëdorov una protesta contro la morte e un’immaginaria vittoria sulle forze di gravità. Con il suo primo atto di elevazione bipede, e con ogni successivo atto di elevazione, l’uomo amplia i suoi orizzonti. Alla fine, quando l’uomo evaderà dalla forza di gravità della terra, l’intero universo sarà per Fëdorov il suo orizzonte e il suo vero fantascientifico teatro operativo.

## Il supramoralismo
Fëdorov, dunque, fonda un'etica particolare, o supramoralismo, come lui stesso lo chiama che deve fondarsi su tre elementi essenziali: l'uomo, Dio e la Natura uniti sinteticamente tra loro sul modello Trinitario. L'uomo essere razionale è guidato dalla volontà di Dio e nello stesso tempo egli guida le forze naturali. L'individuo non deve agire né per sé, né per gli altri, ma con tutti e per tutti, con l'unico scopo di volgere le forze alla risurrezione degli antenati.
In altri passaggi della La filosofia dell'opera comune con il termine supramoralismo Fëdorov indica semplicemente l’essenza del suo pensiero: supramoralismo diventa allora sinonimo del dovere dell’uomo di adempiere al più grande comandamento cristiano, quello di diventare perfetti come il Padre che è nei cieli, che chiama i figli al compito della ricreazione e della resurrezione così che l’umanità possa infine diventare essa stessa una forza celeste immortale capace di regolare i mondi dell’Universo. 
È stato notato da più studiosi come questo supramoralismo di Fëdorov, questo cristianesimo attivo, questo cristianesimo dell’azione per diventare più simili a Dio adempiendo così alla volontà divina, troverebbe le sue radici nelle dottrine che i Padri greci esprimevano nell’assioma “Dio si è fatto uomo perché l’uomo diventasse Dio” e in quelle sofianiche e teandriche della filosofia e della teologia ortodossa che saranno riprese e sviluppate successivamente anche da altri filosofi, teologici e scienziati cosmisti. 

## La pornocrazia e la condizionalità delle profezie apocalittiche
Georgij Vasil'evič Florovskij, uno dei suoi più duri critici, attaccava Fëdorov anche in merito alle sue idee di regolazione della natura giudicate essenzialmente solo un’esaltazione della tecnica; per Florovskij queste idee riducevano l’uomo a un meccanico dell’universo, pretendevano di trasformare il cosmo da organismo a meccanismo preferendo sempre l’artificiale al naturale. Fëdorov tuttavia non ha mai glorificato la tecnica sopra ogni altra cosa e non la considerava un fine in se stessa. Nei suoi lavori, Fëdorov ribadisce che la tecnologia deve essere unita con l’arte e la religione, e che deve essere diretta verso l’unico obiettivo del “Compito Comune”, del ripristino della vita degli antenati e dell’armonia nell’intero universo. 
Nel suo saggio "Supramoralismo", Fëdorov, oltre al suo futuro utopico di restaurazione e risurrezione prospetta anche un futuro alternativo e distopico: se l’uomo non diventerà maturo assumendosi il sacro dovere della resurrezione dei padri e della regolazione della natura, ma continuerà invece a trastullarsi come un bambino avendo di mira solo il soddisfacimento di meschini bisogni materiali continuando a farsi guidare dai “capricci” femminili, allora la scienza e la tecnica si distanzieranno sempre di più dalla moralità e dalla via indicata da Dio e il progresso, sia nella versione socialista che capitalista, non avrà altro sbocco che la "Pornocrazia (o "Anti-Pasqua” o "Contro-Pasqua") che porterà con sé catastrofiche conseguenze per tutto il genere umano. In questo futuro "pornografico" gli uomini abbandoneranno con disprezzo le visioni del mondo dei loro padri e finiranno per considerare se stessi e i propri simili esclusivamente dal punto di vista dei loro bisogni zoologici. Vivendo completamente nel presente, questi uomini in stato di minorità - d'immaturità - perderanno per sempre la memoria degli antenati. Lo scopo della loro vita non sarà né di ripristinare la vecchia vita né di crearne di nuova, ma di ottenere solo il massimo grado di soddisfazione, comodità e lussuria per se stessi fino a che “la lussuria, una volta che avrà portato a dei matrimoni senza bambini, scaccerà via poi anche l’amore per i padri e per i bambini”. Tutto lo sforzo e l’energia umana, tutta la tecnologia, avrà il solo scopo di aumentare il comfort personale, di eliminare marginali scocciature e fastidi meschini, mentre tutti cercheranno di ignorare l’esistenza della morte. Questa tecnologia, non più guidata da una ragione umana sintonizzata con il comandamento divino della ricreazione ma da una ragione atrofizzata, diventerà una "tecnologia inconscia” che invece di portare la vita ai morti porterà la morte ai vivi. Bloccati in questo nauseante presente privo di senso e di scopo e con una “tecnologia inconscia” che la farà da padrona, le persone guarderanno a se stesse e agli altri con sempre più odio e disgusto finendo per autodistruggersi, realizzando quello che è stato profetizzato come “Il Giorno dell’ira”.
Come il suo paradiso, l’inferno di Fëdorov sarà quindi frutto di una scelta deliberata dell’uomo: se l’umanità non si darà da fare con i suoi propri sforzi, anima e corpo, per il "Compito comune", dovrà certamente affrontare il terribile “Giudizio Universale” autodistruggendosi. L’opzione che Fëdorov presenta all’umanità è quindi radicale: regolazione totale della Natura, o totale sottomissione ad essa, paradiso o inferno. È questa condizionalità delle profezie apocalittiche una delle caratteristiche del pensiero di Fëdorov maggiormente apprezzate da Nikolaj Berdjaev. 

## Le critiche alla filosofia occidentale
Le spaccature sociali a lui contemporanee, che andavano essenzialmente contro quella comunione fraterna in Adamo, erano a suo parere state alimentate dalla colpevole filosofia occidentale, che esaltava il soggetto a spese della collettività: dall'oracolo di Delfi con il "conosci te stesso", questo processo di disintegrazione ha avuto sostenimento in Cartesio e Kant il cui torto è stato quello di non aver pensato a un'azione concreta che muovesse l'umanità all'instaurazione della pace («Per Kant la pace è solo il nostro pensiero, non la realtà»). Il pensiero deve diventare progettazione «Kant invece cerca solo di spiegare i sistemi dell'universo senza partecipare ed agire in questi mondi con la forza creatrice della ragione». L'Occidente ha sempre avuto, secondo Fëdorov, una visione sbagliata dell'al di là:
Il pensiero di Fëdorov come progettazione, andando oltre al materialismo e all’idealismo, postula quindi, come sua epistemologia di base, che la conoscenza non sia né soggettiva, né oggettiva, ma “progettiva”: le idee esistono nella mente solo come progetti da realizzare nel mondo materiale. La parentela, la fratellanza, l’immortalità, il paradiso, l’ordine universale, e perfino Dio, non sono reali né come fatti né come idee, ma solo come progetti. Perché diventino fatti reali l’uomo deve quindi realizzarli. Se, per esempio, l’uomo ha già qualche evidenza che Dio e il paradiso esistano, affinché le prove siano conclusive egli deve però fare del mondo di Dio il proprio progetto. Quando avrà realizzato il progetto, non ci saranno allora più dubbi, perché vedrà Dio “faccia a faccia”. Non comprendendo invece che il mondo è il proprio progetto, che può dirigere o non dirigere ma di cui si deve assumere la piena responsabilità, l’uomo ha permesso alle forze cieche della natura di modellare l’universo.
Fëdorov criticava poi aspramente Nietzsche, rappresentante esplicito di una tendenza secolare neopagana imperante in Occidente: le forze naturali, caotiche e oscure della materia che per Fëdorov devono essere illuminate e regolate, diventano in Nietzsche, in virtù del principio irrazionale, orgiastico, “dionisiaco”, le autentiche sovrane dell’esistenza. 

## Le critiche alle religioni
Fëdorov vedeva il principio dell’islam in un attivismo distruttivo, che ha come obiettivo la distruzione del mondo e dove i suoi seguaci non riconoscono né fratelli né sorelle, ma solo nemici; nel buddismo un principio d'inattività pessimistica che ha come scopo il rigetto del mondo e dove i propri fedeli vedono gli altri esseri umani solo come ostacoli alla loro fuga dal mondo; nel confucianesimo un legalismo stagnante che non vuole far risorgere, ma solo imbalsamare il mondo, e dove i suoi seguaci venerano gli antenati ma non provano a resuscitarli; nel paganesimo, sempre risorgente in varie forme, la schiavitù, aperta o dissimulata, alle forze cieche della natura; nel giudaismo una speranza inoperante. Per Fëdorov “c’è solo una vera religione, e questa è il culto degli antenati”: tutte le religioni del mondo sono cominciate come culto degli antenati, per poi degenerare. Solo il cristianesimo, in quanto religione dei figli e delle figlie, e quindi della fratellanza, rimane la sola religione che dà all’uomo la giusta direzione nell’esercizio dell’unica vera religione comune a tutta l’umanità, quella degli antenati, perché dice agli uomini di essere incompleti senza i propri padri e che bisogna pertanto resuscitarli fino al primo uomo. Ma per Fëdorov il cristianesimo stesso ridiventa giudaismo e paganesimo e tradisce se stesso se continua a limitarsi - come ha fatto fino ad oggi - a commemorare i propri misteri e dogmi, come la Trinità e la Risurrezione, senza trasformarli attraverso l’opera creatrice dell’uomo, così come richiesto dal Padre che l'ha creato a sua immagine, in progetti attivi e pratici tramite una nuova liturgia scientifico-tecnica extraecclesiale tellurica e cosmica. All’interno del cristianesimo è stata poi l’ortodossia ad aver dato enfasi non alla teologia (pensiero dissociato dall’azione), ma appunto alla liturgia (pensiero e azione), ed è l’ortodossia ad essere la sintesi tra libertà e unità mentre il cattolicesimo rappresenta una falsa unità senza libertà e il protestantesimo la libertà senza unità.